# وتر عريض
الوتر العريض السُفُق (جمع كلمة سِفاق: απο أي «بعيدًا» أو «من» وνευρον أي «وَتَر عضلي»، وتُنطق ap•o•neu•ro•sis) هي طبقات من الأوتار العريضة المسطَحة. وتتميز بلون فضي لامع ضارب إلى البياض، ومن ناحية تصنيف علم الأنسجة فإنها تشبه الأوتار، وهي مزوَدة بقدر ضئيل من الأوعية الدموية والأعصاب. وعند تشريحها، تكون السُفُق شبيهةً بالورق ويتم تقشيرها عن طريق المَقْطَعات. وتتمثل أهم المناطق ذات السِفاق السميك في المنطقة الجوفية البطنية والمنطقة الظهرية القَطَنِيَّة وفي المنطقة الرَّاحِية والأَخْمَصِية.
وتكمن الوظيفة الأساسية للسُفُق في الربط بين العضلات وأجزاء الجسم التي تعمل العضلات بموجبها، سواء كانت عظامًا أو عضلات.

## السُفُق البطنية الأمامية
تقع السُفُق البطنية الأمامية أعلى العضلة المستقيمة البطنية. ويقع على حدودها العضلة المائلة الخارجية والعضلات الصدرية والعضلة الظهرية العريضة.

## السُفُق القَطَنِيَّة الخلفية
تقع السُفُق القَطَنِيَّة الخلفية أعلى العضلات المِحورية للصدر وهي الشوْكات مُتعددة الفُلوح والعضلة العَجُزِيَّة الشوْكية.

## السُفُق الرَّاحِية والأَخْمَصِية والمِقْنَعة الباسطة
توجد السُفُق الرَّاحِية على راحتي اليدين. وتعد المقانع الباسطة سُفُقًا تقع في الجزء الخلفي من الأصابع.

كما توجد السُفُق الأَخْمَصِية على الجانب الأخمصي من القدم. وهي تمتد من الأُحْدوبَة العَقْبِيَّة، ثم تتشعب لتتصل بالعظام والأربطة وأدَمة الجلد حول الجزء القاصي من العظام المِشْطِيَّة.

## الأغشية الوَرْبِيَّة الأمامية والخلفية
تعد الأغشية الوَرْبِيَّة الأمامية والخلفية سُفُقًا تقع بين الضلوع وهي تَكمِلة للعضلات الوَرْبِيَّة الخارجية والداخلية على التوالي.

## سُفُق فروة الرأس
يُعتبَر السِفاق (أو الخوذَة السِّفاقِيَّة) طبقةً قويةً من النسيج الليفي الكثيف الذي يمتد من العضلة الجَبْهِيَّة من الأمام إلى القَذالِيُّ من الخلف.

## السفق والعضلات ريشِية الشكل
يوجد عادةً سفاقان في العضلات ريشية الشكل، وهي العضلات التي تكون الألياف العضلية فيها موجهةً بزاوية إلى مسار العمل. وتتصل الألياف العضلية ببعضها البعض، وينحُل كل سِفاق ليدخل إلى وتر يرتبط بالعظام في الموضع الأصلي (أو ما يسمى بأصل العضلة أو اختصارا الأصل  في سياق الحديث عن العضلات (بالإنجليزية: origin)‏) أو المَغْرَز (بالإنجليزية: insertion)‏.

## تخزين الطاقة المرنة
شأنها شأن الأوتار، يمكن مد السُفُق المتصلة بالعضلات ريشية الشكل عن طريق قوة الانقباض العضلي، لتمتص الطاقة مثل الزنبرك ثم تعيدها عندما ترتد إلى أوضاعها المُفرَّغة.